# Allochernes bulgaricus
Espèce
Allochernes bulgaricus est une espèce de pseudoscorpions de la famille des Chernetidae.

## Distribution
Cette espèce est endémique de Bulgarie. Elle se rencontre vers le Vitosha.

## Étymologie
Son nom d'espèce lui a été donné en référence au lieu de sa découverte, la Bulgarie.

## Publication originale
- Hadži, 1939 : Pseudoskorpioniden aus Bulgarien. Mitteilungen aus dem Königlichen Naturwissenschaftlichen Institut in Sofia, vol. 13, p. 18-48.